# Mathewsoconcha
Mathewsoconcha é um género de gastrópode  da família Helicarionidae.
Este género contém as seguintes espécies:
- Mathewsoconcha belli